# Huize Sint-Lucia
Huize Lucia is een monumentaal pand in de binnenstad van de Nederlandse plaats Venlo. Tegenover het gebouw ligt het Nolenspark.

## Geschiedenis
In 1890 werd het pand gebouwd.

## Bouwwerk
Het pand is neoclassicistische stijl opgetrokken. De symmetrische voorgevel telt vijf traveeën, waarbij de entree op de begane grond is voorzien van twee Ionische zuilen en een trap van twee treden. Op de eerste verdieping een eenvoudig balkon boven de entree. Het gehele pand is wit gepleisterd.